# Careae
Careae je tribus štitarki. Sastoji se od petnaest rodova, od kojih je tipičan kim (Carum).
Tribus je opisan 1879.

## Rodovi
Tribus Careae Baill.
1. Aegopodium L. (9 spp.)
2. Hladnikia Rchb. (1 sp.)
3. Aegokeras Raf. (3 sp.)
4. Falcaria Fabr. (1 sp.)
5. Rhabdosciadium Boiss. (8 spp.)
6. Gongylosciadium Rech. fil. (1 sp.)
7. Ptychotis W. D. J. Koch (2 spp.)
8. Chamaesciadium C. A. Mey. (1 sp.)
9. Berberocarum Zakharova & Pimenov (1 sp.)
10. Carum L. (10 spp.)
11. Fuernrohria K. Koch (1 sp.)
12. Vinogradovia Bani, D. A. German & M. A. Koch (1 sp.)
13. Selinopsis Coss. & Durieu ex Munby (2 spp.)
14. Caropodium Stapf & Wettst. ex Stapf (3 spp.)
15. Grammosciadium DC. (4 spp.)

### Sinonimi
1. Chamaele Miq. = Aegopodium L.